# Maigret a Vichy
Maigret a Vichy (titolo originale francese Maigret à Vichy) è un romanzo di Georges Simenon con protagonista il commissario Maigret.
Il romanzo è stato scritto dal 5 all'11 settembre 1967 a Epalinges in Svizzera e pubblicato per la prima volta il 19 gennaio dell'anno successivo in Francia presso l'editore Presses de la Cité.
È il sessantasettesimo romanzo dedicato al celebre commissario.

## Trama
Maigret sta seguendo una cura a Vichy quando in città viene strangolata Héléne Lange. Un suo vecchio collaboratore, poi divenuto commissario a Clermont-Ferrand, tale Lecoeur, conduce l'indagine a cui Maigret non riesce, pur continuando il trattamento e le passeggiate con sua moglie, a non interessarsi. L'interrogatorio di Francine Lange, sorella della vittima, rivela che la ragazza avesse un amante a Parigi, ma appena dopo il funerale, Francine torna improvvisamente a La Rochelle dove dirige un salone di bellezza. Forse ha qualcosa da nascondere, o piuttosto, come si viene a sapere a breve, è stata spaventata da una telefonata dell'assassino. Si piantonano le cabine telefoniche e si arresta Louis Pélardeau, il cui interrogatorio illumina il caso. Pélardeau era infatti l'amante di Hélène. Quando Francine rimase incinta senza sapere chi fosse il padre, poiché aveva diverse relazioni in atto, era andata a partorire lontano, in un villaggio della Borgogna, e quando il bambino è nato era stato registrato come figlio di Hélène, che ha fatto credere a Pélardeau che fosse suo per farsi dare dei soldi per il suo mantenimento. Questo spiega le somme che la vittima ha depositato ogni mese in banca e anche l'investimento della sorella nel salone di bellezza. Ma quando Pélardeau, anche lui a Vichy in cura, ha trovato per caso Hélène, le ha chiesto notizie del suo bambino. Il silenzio della ragazza ha scatenato la sua rabbia e dalla foga le ha stretto la gola. Il bambino, d'altra parte, era morto durante l'infanzia in una famiglia dove era stato messo a balia e lei, benché non era nemmeno di lui, si era ben guardata di avvertirlo. Maigret ora si augura che la dignità di Pélardeau lo salvi dalla condanna a morte.

## Edizioni
Il romanzo è stato pubblicato per la prima volta presso l'editore Presses de la Cité nel 1968.
In Italia è apparso per la prima volta nel 1968, tradotto da Sarah Cantoni e pubblicato da Mondadori nella collana "Le inchieste del commissario Maigret" (n° 71). Sempre per lo stesso editore è stato ripubblicato in altre collane o raccolte tra gli anni sessanta e novanta. Nel 2010 il romanzo è stato pubblicato presso Adelphi, tradotto da Ugo Cundari, nella collana dedicata al commissario (parte de "gli Adelphi", al n° 376).

## Film e televisione
Il romanzo è stato adattato una volta per la televisione, quale
- Episodio dal titolo Maigret à Vichy, facente parte della serie televisiva Les enquêtes du commissaire Maigret per la regia di Alain Levent, trasmesso per la prima volta su Antenne 2 il 10 ottobre 1984, con Jean Richard nel ruolo del commissario Maigret.